# وليام بيدفورد (كرة سلة)
وليام بيدفورد (بالإنجليزية: William Bedford)‏ مواليد 14 ديسمبر 1963 في ممفيس، هو لاعب كرة سلة محترف أمريكي سابق بدأ مسيرته الاحترافية في سنة 1986 حيث تم اختياره من قبل فريق فينيكس صنز خلال الدرافت. يبلغ طوله 7 قدم 0 بوصة (2.1 م). اعتزل اللعب في 1993. فاز ببطولة الرابطة الوطنية لكرة السلة مع ديترويت بيستونز في موسم 1989–90.

## فرق لعب لها
- فينيكس صنز
- ديترويت بيستونز
- سان أنطونيو سبرز

## روابط خارجية
- وليام بيدفورد على موقع إن بي أي (الإنجليزية)
- وليام بيدفورد على موقع سبورتس رفرنس (الإنجليزية)
- وليام بيدفورد على موقع كلية كرة السلة في سبورتس رفرنس.كوم (الإنجليزية)
- وليام بيدفورد على موقع ريلجم (الإنجليزية)
- وليام بيدفورد على موقع بروبوليرز (الإنجليزية)